# Старосольский, Владимир Акимович
Влади́мир Аки́мович Старосо́льский (укр. Володимир Якимович Старосольський; 8 января 1878, Ярослав, Королевство Галиции и Лодомерии, Австро-Венгрия — 25 февраля 1942, Мариинск, СССР) — украинский общественно-политический деятель, исполняющий обязанности министра иностранных дел Директории УНР (1919—1920), председатель Украинской социал-демократической партии (1937—1939), социолог, юрист, адвокат, профессор, действительный член Научного общества имени Тараса Шевченко (с 1923 года).

## Биография
Владимир Старосольский родился 8 января 1878 года в городе Ярослав в семье председателя уездного суда Акима Старосольского (1822—1884) и полонизированной австрийки Юлии Рапф (1845—1919). Детство и юность провёл в Ярославе.
Родным языком Старосольского был польский, однако, начиная со старших классов гимназии, он перешёл на украинский язык.
В 1906 году женился на Дарье Шухевич (1881—1941), дочери украинского общественного деятеля, этнографа и педагога Владимира Шухевича. Имел троих детей: Игоря, Юрия и Ульяну.

### Образование и научная деятельность
В 1889—1896 годах учился в Ярославской гимназии, а в 1896—1900 годах — на юридическом факультете Львовского университета. В 1903 году получил степень доктора права. В 1903—1912 годах (с перерывами) продолжил юридическое образование в Берлинском, Грацском и Гейдельбергском университетах. В 1909 году сдал адвокатский экзамен и открыл практику во Львове. В 1918 году стал профессором Каменец-Подольского государственного украинского университета.
Научными исследованиями Старосольский начал заниматься в студенческие годы под руководством профессора Станислава Днистрянского. Благодаря ему и на основании опубликованных научных статей Старосольский получил государственную стипендию для продолжения исследований в университетах Берлина и Гейдельберга.
Под руководством профессора Гейдельбергского университета, немецкого правоведа Г. Елинека, Старосольский приступил к написанию научного труда о праве большинства — «Das Majoritätsprinzip», вышедшего в 1916 году.
В 1921 году Старосольский стал профессором новообразованного Украинского свободного университета в Вене.

### Общественно-политическая деятельность

Старосольский в форме Украинских сечевых стрельцов

Старосольский начал интересоваться политическими идеями в старших классах гимназии, в частности социализмом (в том числе марксизмом). Принимал активное участие в украинской студенческой жизни, был одним из лидеров украинского молодёжного движения в Австро-Венгерской империи конца XIX — начала XX веков.
В 1897 году Старосольский вступил в «Академическую громаду», впоследствии, в начале 1900-х годов, стал одним из её руководителей.
В 1898 году как студент Венского университета стал членом украинской студенческой организации «Сечь» в Вене, а 26 марта — 4 сентября 1899 года был её главой.
13 июля 1899 года Старосольский был одним из организаторов и активным участником и съезда (вече) украинского студенчества Австро-Венгерской империи, на котором было принято решение о создании украинского университета во Львове. Тогда же была основана молодёжная организация «Молодая Украина», Старосольский стал одним из её лидеров, а в октябре 1899 года — председателем редакционного комитета одноимённого журнала, печатного органа этой организации.
14 июля 1900 года состоялся II съезд украинского студенчества Австро-Венгрии во Львове, организованный руководством «Молодой Украины», председателем которого был избран Старосольский. На нём впервые было выдвинуто требование создания украинского университета во Львове, а главным вопросом деятельности украинского студенчества стала государственная независимость Украины.
В знак протеста против репрессивных мер администрации Львовского университета Старосольский выступил одним из организаторов сецессии украинских студентов Львовского университета 1901—1902 годов. Эта инициатива была поддержана III (8 октября 1901 года) и IV (19 ноября 1901 года) съездами украинского студенчества Австро-Венгрии во Львове.
В 1902 году Старосольский был одним из организаторов крестьянской забастовки в Галичине, а также стал членом заграничного комитета Революционной украинской партии.
В 1903 году Старосольский стал членом Украинской социал-демократической партии, а в 1907 году — рабочего общества «Воля», находившегося под руководством УСДП.
Старосольский был одним из организаторов и первым руководителем (главным атаманом) легиона сечевых стрельцов.
После начала Первой мировой войны в августе 1914 года Старосольский стал членом Главной украинской рады от УСДП, с 1915 года — Всеобщей украинской рады и Боевой управы Украинских сечевых стрельцов (УСС). В 1915—1918 годах был постоянным представителем Боевой управы при Легионе УСС. Сотрудничал с журналом «Пути». Старосольский вместе с Дмитрием Витовским был главным идеологом УСС.
В 1916 году стал членом тайного общества УСС — «Ордена Железной Шпоры».
Сотрудничал с Союзом освобождения Украины в Вене. В октябре 1918 года входил в состав Украинского генерального военного комитета, который подготовил ноябрьское восстание 1918 года во Львове. Во время польско-украинской войны 1918—1919 годов был заключённым в польском лагере для военнопленных в Домбью (под Краковом). Был освобождён в октябре 1919 года «Красным Крестом» и передан правительству УНР.
С октября 1919 года по апрель 1920 года был исполняющим обязанности министра иностранных дел Директории УНР в правительстве Исаака Мазепы. В январе — феврале 1920 года принимал участие в переговорах Директории УНР с Польшей.
В 1920—1927 годах Старосольский был в эмиграции в Австрии и Чехословакии, затем вернулся во Львов.

### Адвокатская деятельность
Старосельский начал адвокатскую практику в 1901 году помощником адвоката в адвокатской конторе К. Чарника во Львове. Затем работал у львовских адвокатов, в том числе М. Грека, К. Левицкого и М. Шухевича. В 1908 году принимал участие в защите Мирослава Сичинского. В 1909 году сдал экзамены, принял присягу и занялся адвокатской практикой во Львове. Частную практику открыл в ноябре 1911 года.

### Последние годы жизни
После присоединения Западной Украины к СССР в сентябре 1939 года был назначен профессором государственного права Львовского государственного университета. Через несколько недель был арестован НКВД и 25 октября 1940 года осужден в Киеве на 8 лет лагерей. До января 1941 года содержался в Лукьяновской тюрьме, а позже был этапирован в Сибирь.
Умер 25 февраля 1942 года в лагере в Мариинске (ныне — Кемеровская область, Российская Федерация).